# Caneleiro-preto
Caneleiro-preto ou caneleiro-d'asa-branca (Pachyramphus polychopterus) é uma espécie de ave da família Tityridae.
Pode ser encontrada nos seguintes países: Argentina, Belize, Bolívia, Brasil, Colômbia, Costa Rica, Equador, Guiana Francesa, Guatemala, Guiana, Honduras, México, Nicarágua, Panamá, Paraguai, Peru, Suriname, Trinidad e Tobago, Uruguai e Venezuela.
Os seus habitats naturais são: florestas subtropicais ou tropicais húmidas de baixa altitude e florestas secundárias altamente degradadas.